# Taylor, Texas
Taylor là một thành phố thuộc quận Williamson, tiểu bang Texas, Hoa Kỳ. Năm 2010, dân số của xã này là 15191 người.

## Dân số
- Dân số năm 2000: 13575 người.
- Dân số năm 2010: 15191 người.